# Petru Pascari
Petru Pascari (rusky Пётр Андреевич Паскарь, Pjotr Andrejevič Paskar', * 22. září 1929) je sovětský a moldavský politik. Petru Pascari byl dvakrát předsedou Rady ministrů (předsedou vlády) Moldavské SSR: 24. dubna 1970 – 1. srpna 1976 (poprvé) a 10. ledna – 26. května 1990 (podruhé).

## Život
Petru Pascari se narodil v malé vesnici Stroenți (Stroiești) na severu Podněstří v okrese Rybnica.
V letech 1946–1949 pracoval na vinařské technické škole ve vesnici Saharna, poté se zapsal na Kišiněvský zemědělský institut (nyní Státní agrární univerzita Moldavska). Deset let poté pracoval jako agronom, než se stal ministrem ve vládě. V prosinci 1962 se stal tajemníkem ústředního výboru Komunistické strany Moldavska. Svůj první stinkt ve funkci premiéra zastával v dubnu 1970, současně působil jako ministr zahraničních věcí Moldavské SSR. V červenci 1976 byl jmenován prvním místopředsedou Gosplanu. Počátkem roku 1990 se vrátil do Moldavska, aby zde podruhé zastával funkci premiéra.
V červnu 1990 se stal osobním důchodcem a od té doby žije v Moskvě.

## Ocenění
- Řád republiky[4] (Moldavsko)
- Leninův řád (Sovětský svaz, 4x)
- Řád rudého praporu práce (Sovětský svaz, 2x)